# Муромский рабочий
Муромский рабочий — газета в городе Муром, была органом райкома ВКП(б) горсовета и РИКа Муромского района Нижегородского края. Первый номер вышел 12 августа 1930 года. Упразднена в 1992 году. Первый редактор К. Ярунин (должность именовалась ответственный редактор). Среди редакторов — Дмитрий Павлович Пудков.

## История
До 1947 года выходила три раза в неделю, была двухстраничной. Газета выпускала однодневные газеты на местах. Так, в селе Петрокове в феврале 1931 года издана газета «Иди в колхоз», с пояснением колхозной политики. В декабре 1932 года для Прудищенского сельсовета вышел «Муромский рабочий на финансовом фронте». В 1940 году на ударной стройке автогужевой дороги Горький — Муром — Кулебаки неоднократно выходил «Муромский рабочий на трассе».
Позднее стала выходить пять раз, объёмом в четыре полосы. Среди авторов: краевед Александр Епанчин.